# Emilio Rivera
Emilio Rivera (San Antonio, 24 de fevereiro de 1961), é um ator norte-americano de cinema e televisão, e comediante de stand-up. Ele é mais conhecido por sua interpretação de Marcus Álvarez em Sons of Anarchy e seu spin-off, Mayans M.C. Ele também é conhecido por sua representação de criminosos e policiais.

## Biografia
Rivera é descendente de mexicanos. Ele é o irmão mais velho de sua família, com quatro irmãos mais novos e três irmãs mais novas. Ele foi criado em Elysian Valley, também conhecido como Frogtown, um bairro de Los Angeles, Califórnia. Aos 18 anos em 1979, Rivera se alistou no Exército dos EUA.